# Jaume Barberà i Ribas
Jaume Barberà i Ribas (Mollet del Vallès, 16 de juny del 1955) és un directiu i presentador de televisió català.
Va treballar durant trenta anys a TV3 fins al 31 de juliol de 2016, destacant especialment en la seva feina de presentador de televisió al capdavant de programes com Singulars, Els Matins, Bon Dia Catalunya, Paral·lel. També va dirigir i presentar el programa de televisió Retrats de 2014 a 2016. Actualment, és col·laborador habitual en tertúlies a l'emissora de ràdio RAC1.
L'any 2012 publicà Singulars. Escoltar per aprendre, un llibre que recollia les entrevistes més destacades del programa que presenta al canal 33 de Televisió de Catalunya. L'any següent, publicà S'ha acabat el bròquil, un llibre divulgatiu que tracta sobre els temes socials i vitals claus en l'actualitat: la crisi, el capitalisme financer i de casino, la independència de Catalunya, la voracitat del neoliberalisme, el periodisme i l'esperit del 15M, entre d'altres. Va ser el llibre més venut del gènere no-ficció de Sant Jordi el 2013. El 2016 publicà el seu últim llibre, (In)satisfets, un llibre que critica la dependència en la societat catalana de les substàncies hipnosedants mitjançant entrevistes a professionals reconeguts de l'àmbit de la salut física i mental.

## Obres
- Singulars. Escoltar per aprendre (2012)
- S'ha acabat el bròquil (2013)
- (In)satisfets (2016)